# Christoph Scheiner
Christoph Scheiner   (Markt Wald, 25 de juliol de 1573 (Gregorià) - Nysa, 18 de juliol de 1650), va ser un sacerdot jesuïta alemany, conegut com a matemàtic i astrònom, en el segle xvii.

## Vida
No es coneix res de la seva vida abans del seu ingrés a l'escola jesuïta d'Augsburg el 1591 i on es va graduar el 1595. Aquest any va ingressar a la Companyia de Jesús i va fer el seu noviciat a Landsberg am Lech de 1595 a 1597. De 1598 a 1601 continua els seus estudis de filosofia (metafísica i matemàtiques) a la Universitat de Ingolstadt. A partir de 1603 dona classes d'humanitats a l'escola jesuïta de Dillingen an der Donau.
L'any 1603 inventa el pantògraf, un instrument per a duplicar planells i dibuixos en una escala determinada.
El 1605 torna a Ingolstadt per a estudiar teologia. Després d'obtenir el doctorat el 1609, roman a la Universitat donant classes de matemàtiques, física, astronomia i hebreu. El 1611 fa les primeres observacions de les taques solars i publica diverses cartes amb el pseudònim d'Apel·les, ja que aquestes observacions anaven contra la doctrina aristotèlica de la immobilitat de l'univers. La publicació d'aquests fets va provocar una polèmica amb Galileo Galilei sobre l'origen i localització de les taques solars.
A partir de 1617 estarà a les ordre dels arxiducs d'Àustria i el Tirol, Maximilià III i Leopold V successivament, a Innsbuck, a Freiburg i a Neisse, on inaugura un nou col·legi jesuïta.
De 1624 a 1633 estarà a Roma. És en aquesta ciutat on publicarà la seva obra més important el 1630: Rosa Ursina sive Sol. Després d'uns anys a Viena, el 1637 torna a Niesse (avui Nysa, Polònia) on dirigirà el col·legi que havia inaugurat fins a la fi dels seus dies.

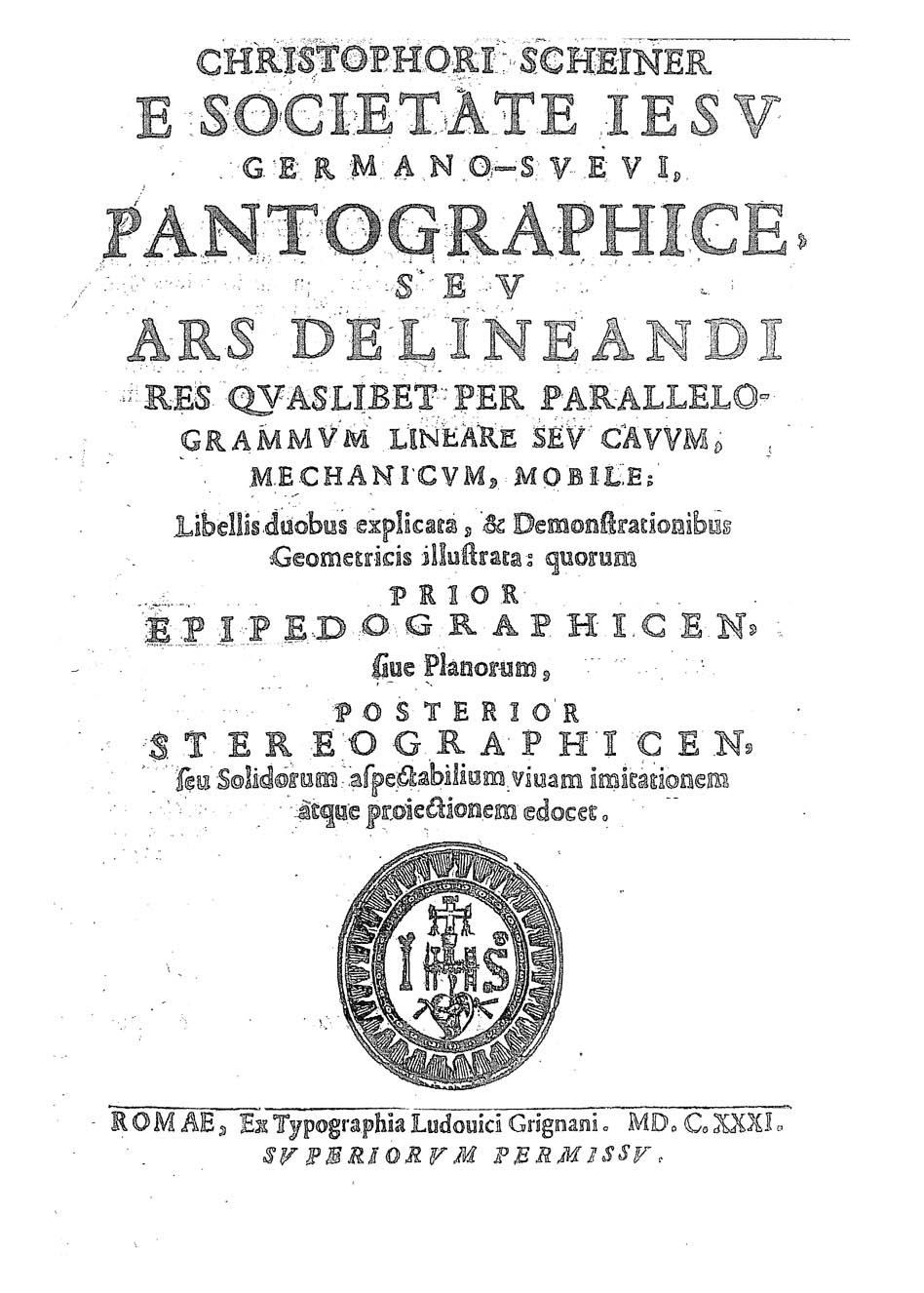
Pantographice, 1631

## Obra
La invenció del pantògraf li va donar una certa fama, però el descobriment de les taques solars, que va publicar en dos treballs el 1612:
- Tres epistolae de maculis solaribus (Augsburg, 1612)
- De Maculis solaribus et stellis circa Iovis errantibus accuratior Disquisitio (Augsburg, 1612)

i que van generar la polèmica amb Galileu el van convertir en un astrònom i matemàtic reconegut.
La seva època més productiva és quan va ser professor a Ingolstadt, en la que no només va publicar sobre matemàtiques i astronomia, sinó que també va estudiar l'òptica dels ulls:
- Disquisitiones mathematicae (Ingolstadt, 1614)
- Sol ellipticus (Augsburg, 1615)
- Exegeses fundamentorum gnomonicorum (Ingolstadt, 1617)
- Refractiones coelestes sive solis elliptici phaenomenon illustratum (Ingolstadt, 1617)
- Oculus, hoc est: Fundamentum opticum (Innsbruck, 1619),[3]

Això no obstant, la seva obra cabdal va ser: Rosa Ursina sive Sol (Roma, 1630). Es tracta d'una obra en quatre llibres, fruit de les seves observacions astronòmiques del Sol, fetes sistemàticament entre 1611 i 1630. En el primer discuteix sobre la prioritat en el descobriment de les taques solars; en el segon descriu els instruments òptics (telescopi, helioscopi, etc.) i la seva relació amb la fisiologia de l'ull; en el tercer presenta una àmplia relació de les observacions fetes per ell mateix de les taques solars; el quart llibre està dividit en dues parts: en la primera tracta sobre les taques solars i la rotació i inclinació de l'eix del Sol, i en la segona part menciona nombrosos passatges de les escriptures que s'acomoden a les recents observacions.
Finalment va publicar un text sobre la seva invenció més original: Pantographice seu ars delineandi (Roma, 1631)